# 후안 말다세나
후안 마르틴 말다세나(스페인어: Juan Martín Maldacena, 1968년 9월 10일~)는 부에노스아이레스 출신의 아르헨티나의 물리학자이다. 홀로그래피 원리의 현재까지의 가장 믿을 만한 구현인 AdS/CFT 대응성의 발견으로 유명하다. 이 가설에 따르면, 반 더 시터르 공간 위에서의 끈 이론은 반 더 시터르 공간의 경계에 존재하는 등각 장론과 같다.
말다세나는 1991년에 발세이로 연구소(Instituto Balseiro)와 쿠요 국립대학교에서 헤라르도 알다사발(스페인어: Gerardo Aldazábal)의 지도 아래 "리센시아투라"(스페인어: licenciatura, 6년 과정의 학위)를 취득하였다. 1996년에는 프린스턴 대학교에서 커티스 캘런 교수의 지도 아래 박사학위를 받았으며 럿거스 대학교에서 박사 후 과정을 지냈다. 1997년에 하버드 대학교 조교수가 되었으며 곧 1999년에 물리학과 정교수로 승진하였다. 2001년 이후에는 프린스턴 고등연구소의 교수로 지내고 있다.

## 학력
- ~1985년: 제네럴 산마르틴 군사고등학교 (졸업)
- ~1988년: 부에노스아이레스 대학교
- 1988년~1991년: 발세이로 연구소 (석사)
- 1993년~1996년: 프린스턴 대학교 (박사)

## 수상
- 디랙메달, 2008년
- 에드워드 알렉산더 부쉐 상 , 미국물리학회, 2004년
- 크산토풀로스(Xanthopoulos) 국제 중력 물리 연구 상 , 2001년
- 새클러 상, 2000년
- 유네스코 후세인 젊은 과학자 상
- 슬론 연구 장학금
- 맥아더 연구자금